# Цириц, Грета фон
Грета фон Цириц (нем. Grete von Zieritz; 10 марта 1899, Вена — 26 ноября 2001, Берлин) — немецкая пианистка и композитор австрийского происхождения.

## Биография
Дочь офицера. С шестилетнего возраста училась игре на фортепиано, а затем и композиции, в Граце, её основными учителями были Родерих Мойзисович фон Мойшвар и Хуго Крёмер. Окончив курс в 1917 г., перебралась в Берлин, где совершенствовала своё исполнительское мастерство под руководством Мартина Краузе и Р. М. Брайтхаупта, одновременно в 1919—1921 гг. преподавая в Консерватории Штерна. Успех первой композиции Цириц — Японских песен для сопрано и фортепиано (1919) — заставил её всерьёз обратиться к сочинительской карьере. В 1926—1931 гг. Цириц совершенствовалась как композитор у Франца Шрекера, в 1928 г. была удостоена Премии имени Мендельсона.
Грета фон Цириц работала как композитор на протяжении всей жизни, однако после Второй мировой войны на долгое время ушла в тень (отчасти в связи с тем, что в годы нацистской Германии участвовала, хотя и не на первых ролях, в музыкальном обслуживании фашистского режима). В этот период она выступала как пианистка-концертмейстер, в том числе с такими певцами, как Элизабет Грюммер, Рита Штрайх, Яро Прохаска, работала также радиоведущей. В 1986 г., однако, заметный интерес вызвало сочинение Цириц «Клики Кассандры» (нем. Kassandra-Rufe) — цикл инструментальных пьес по мотивам серии картин художника Кристофа Нисса, развивающих тему пророчицы, которую никто не хочет слышать: сама Цириц поясняла, что непосредственным импульсом для создания этого произведения послужила для неё Чернобыльская катастрофа. Последние работы Цириц относятся к 1990-м годам (в частности, Концерт для органа, 1995).
В 1922—1929 гг. Цириц была замужем за австрийским писателем Гербертом Иоганнесом Гиглером (1895—1978), вошедшим в историю преимущественно статьёй «Музыка и климат» (1923), обосновывавшей мировой приоритет германской музыки климатическими факторами в дополнение к расовым; в этом браке родилась дочь. С 1934 г. Цириц жила вместе с историком-архивистом То́ской Леттов (1895—1985), с которой познакомилась в берлинском «Кружке творческих женщин».
В 2009 г. именем Цириц была названа улица в Вене (нем. Zieritzgasse).